# 凯尔福特
凯尔福特（法語：Kerfot，法語：[kɛʁfɔt] ⓘ）是法国阿摩尔滨海省的一个市镇，位于该省北部偏西，属于圣布里厄区。

## 地理
凯尔福特（48°44'11"N, 3°1'48"W）面积5.71 平方千米，位于法国布列塔尼大區阿摩尔滨海省，该省份为法国西北部沿海省份，位于布列塔尼半岛北部，北濒大西洋英吉利海峡，西接菲尼斯泰尔省，南至莫尔比昂省，东临伊勒-维莱讷省。
与凯尔福特接壤的市镇（或旧市镇、城区）包括：潘波勒、普卢埃泽克、普卢里沃、伊维亚斯。

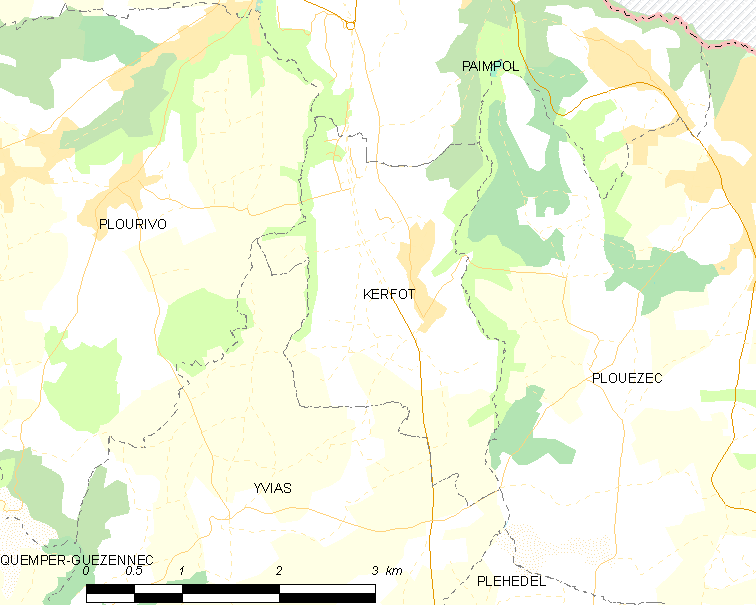
凯尔福特的OSM定位图

凯尔福特的时区为UTC+01:00、UTC+02:00（夏令时）。

## 行政
凯尔福特的邮政编码为22500，INSEE市镇编码为22086。

## 政治
凯尔福特所属的省级选区为潘波勒县。

## 人口

1962-2008年间凯尔福特人口变化图示

凯尔福特于2022年1月1日时的人口数量为634人。